# Торт на день народження

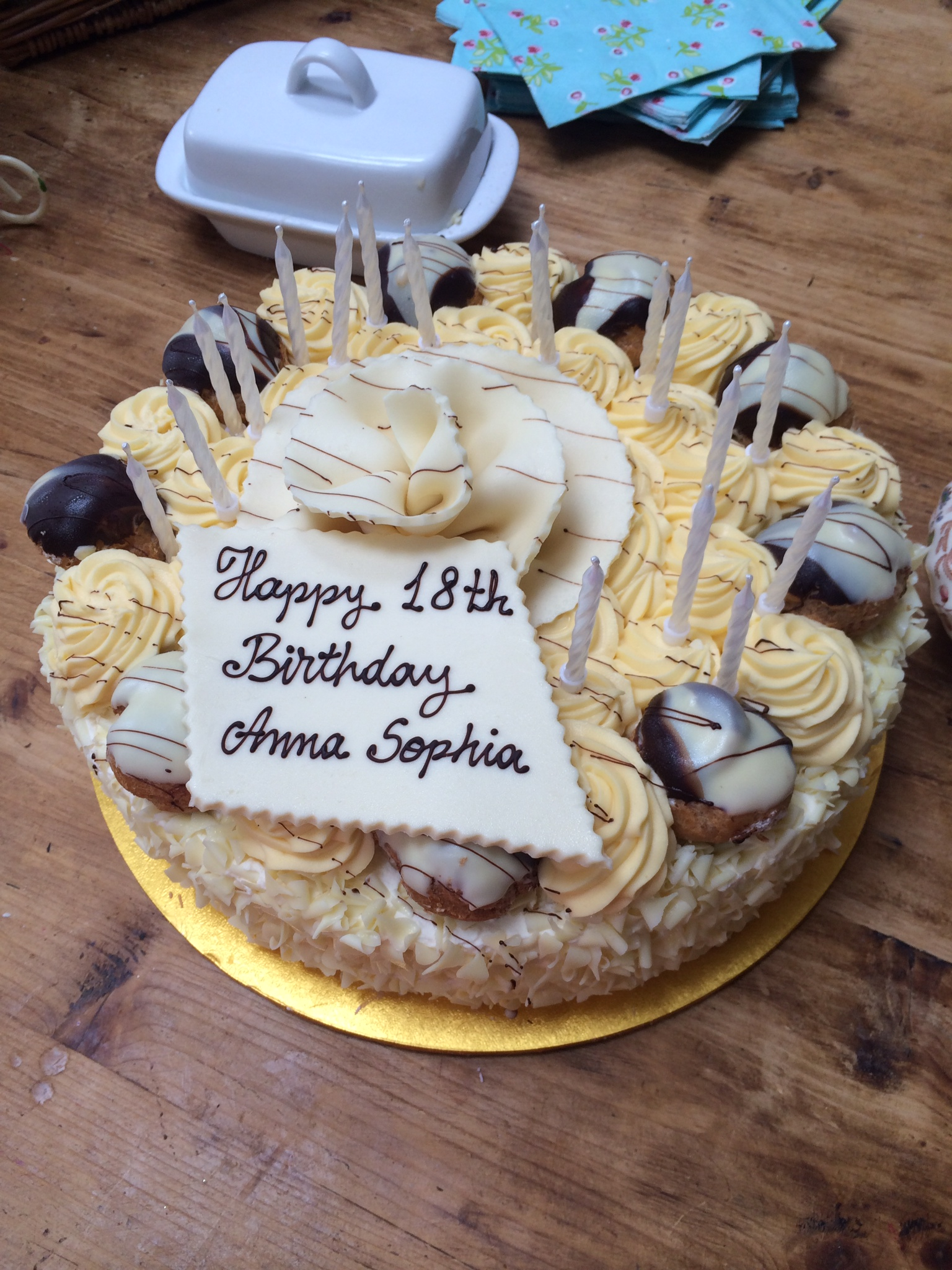
Торт з 18 свічками на 18-й день народження ювіляра

Торт на день народження — торт, який з'їдають під час святкування дня народження. Хоча стандарту для таких тортів не існує, зазвичай це багато прикрашені шаруваті торти, покриті глазур'ю, часто з привітанням із днем народження («З днем народження») та ім'ям того/тієї, хто святкує. У багатьох культурах також прийнято подавати торт на день народження із запаленими зверху маленькими свічками, особливо у випадку дня народження дитини. Торт часто супроводжує спів пісні Happy Birthday to You або Многая літа. Варіації включають кекси, кейк-попи, тістечка та тарти.

## Історія

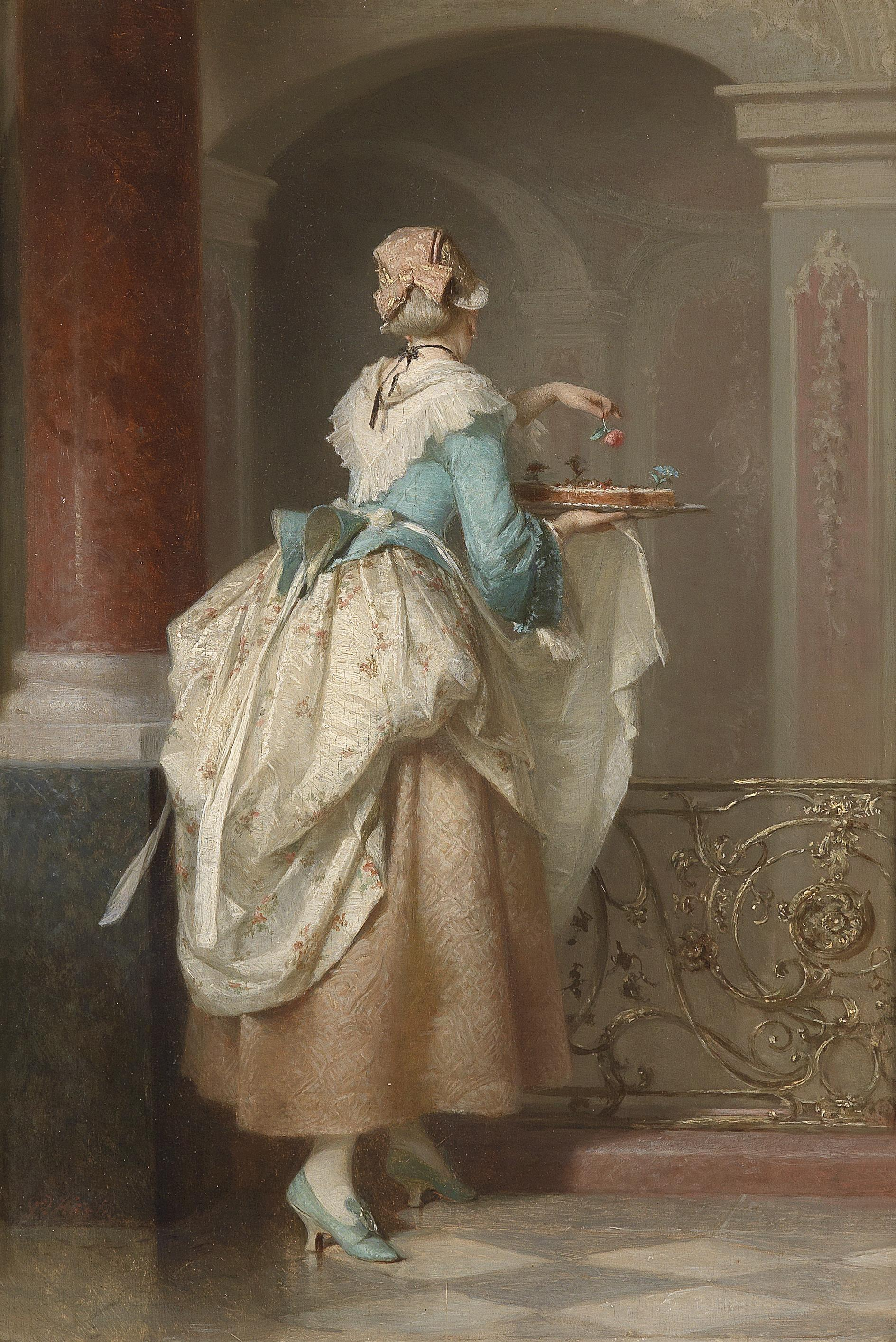
«Торт на день народження» німецького художника-жанриста ХІХ століття Панкраца Керле.

Святокві торти були частиною святкування днів народження в країнах Західної Європи з середини ХІХ століття. Однак зв'язок між тортами та святкуванням днів народження може сягати ще часів Стародавнього Риму; у класичній римській культурі торти іноді подавали на особливі дні народження та весілля. Це були кружечки, зроблені з борошна та горіхів, заквашені на дріжджах та підсолоджені медом.
У Німеччині традиція святкувати дні народження з святковим тортом і свічками зародилася у XVIII столітті. Одним із найпомітніших випадків, коли використання святкового торта зі свічками набуло форми, було святкування дня народження графа Людвіга фон Цінцендорфа Марієнборнського у 1746 році в Німеччині. Кажуть, що його торт був такий великий, як тільки могла випікти піч, зі свічками, встромленими в нього, що відзначали роки його життя. Починаючи з XVIII століття, вишукані торти продовжували формуватися, маючи багато рис сучасного святкового торта, як-от багатошаровість, глазур та прикраси. Однак такі торти були доступні лише дуже заможним людям. Торти на день народження стали доступними для нижчого класу в результаті промислової революції та поширення більшої кількості матеріалів і товарів.

## Свічки на день народження та сучасні обряди

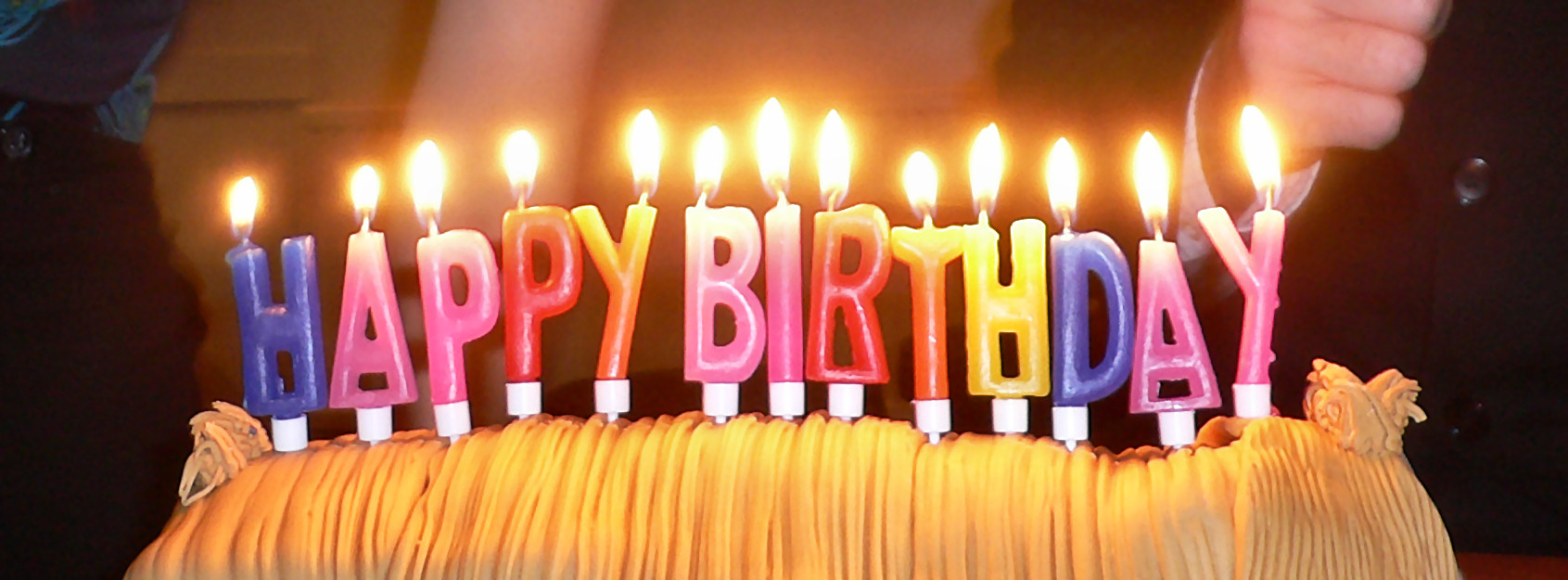
Сучасні святкові свічки з написом "З днем народження"

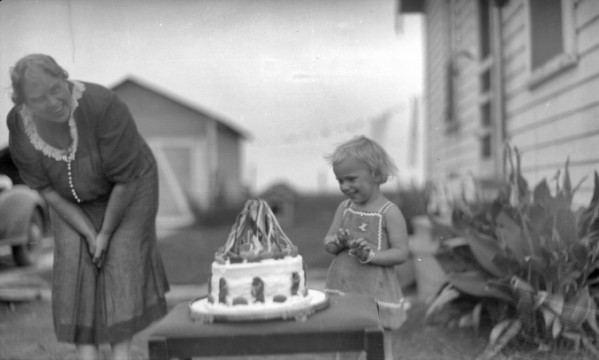
Дитина з тортом на день народження,

Практика подачі торта на день народження поширена в багатьох культурах. У сучасних західних культурах дитячі святкові торти часто прикрашають свічками, закріплюючи їх у спеціальних підставках або просто вдавлюючи у зовнішню глазур. В англомовних країнах кількість свічок часто відповідає віку іменинника, іноді ставлять одну додаткову на щастя. Все більш популярною альтернативою є використання свічок у формі цифр, що відповідають віку святкувача. Бенгальські вогні також можна використовувати разом із традиційними восковими свічками або замість них.
Торт зазвичай подають із запаленими свічками, після чого гості зазвичай співають хором Happy Birthday to You або еквівалентну іменинну пісню, що відповідає країні, скажімо в Україні - Многая літа. Після закінчення пісні традиційно пропонується задути свічки і загадати бажання, яке, за повір'ям, здійсниться, якщо всі свічки загасити на одному подиху. Ще одне поширене повір'я стверджує, що бажання потрібно загадувати мовчки, ні з ким не ділитися, інакше воно не здійсниться.

### Теорії походження
Хоча точне походження ритуалу запалювання свічок на день народження невідоме, існує безліч теорій, які намагаються пояснити цю традицію.
Одна з теорій, що пояснює традицію ставити свічки на святокві торти, приписується раннім грекам, які використовували свічки на честь народження богині Артеміди на шостий день кожного місячного місяця. Однак зв'язок між її недбалим ставленням до народжуваності та традицією святкування свічок на тортах не встановлено.

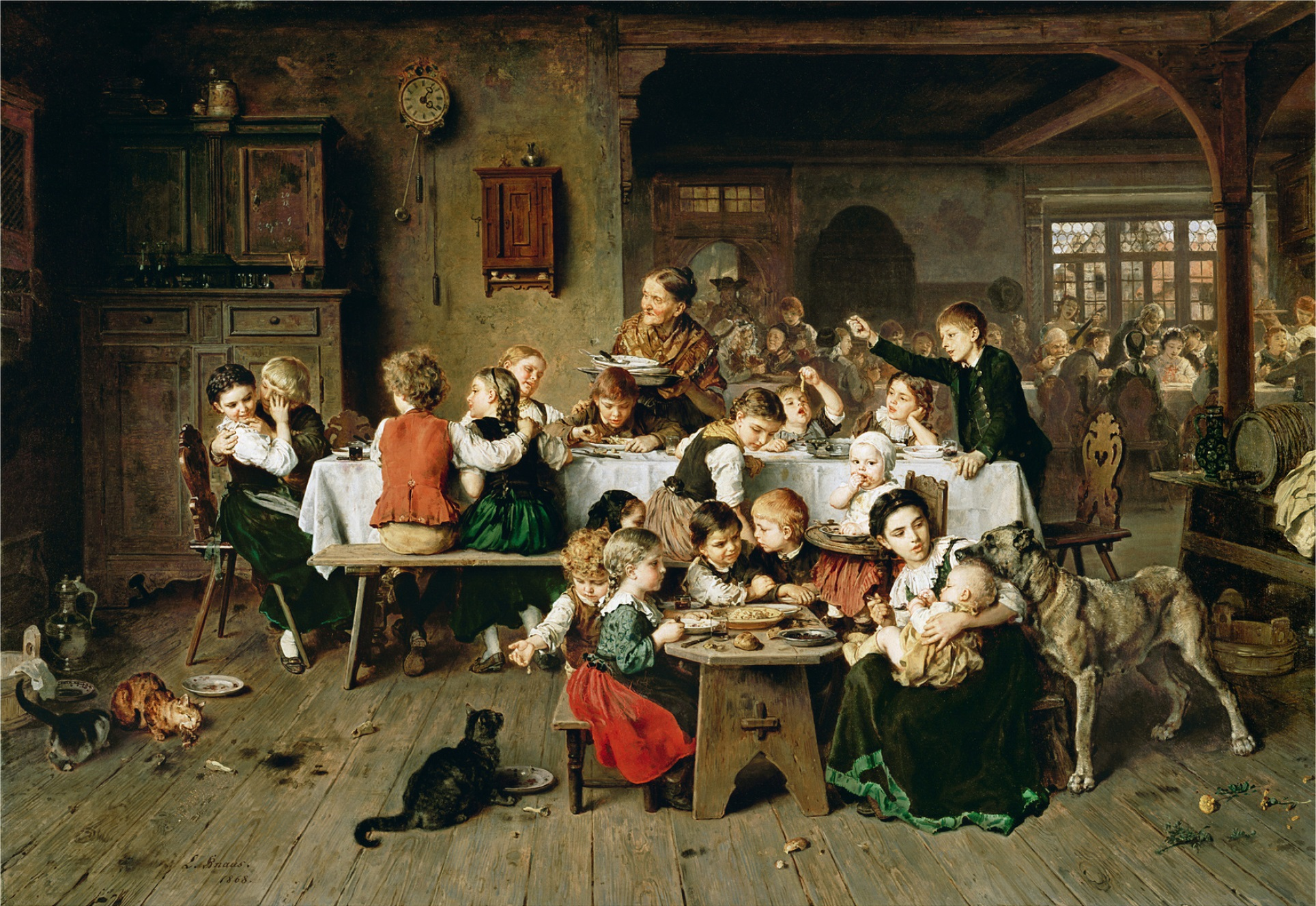
Кіндерфест

У Німеччині XVIII століття історію свічок на тортах можна простежити до Кіндерфесту, святкування дня народження дітей. Ця традиція також передбачає використання свічок і тортів. Німецьких дітей відводили до простору, схожого на глядацьку залу. Там вони могли вільно святкувати ще один рік у місці, де, за віруваннями німців, дорослі захищали дітей від злих духів, які намагалися вкрасти їхні душі. У ті часи не було традиції дарувати подарунки на день народження; гості просто приносили добрі побажання для іменинника. Однак, якщо гість приносив подарунки, це вважалося добрим знаком для іменинника. Пізніше квіти стали досить популярним подарунком на день народження.
- У 1746 році в Марієнборні поблизу Бюдінгена відбувся великий фестиваль до дня народження графа Людвіга фон Зінцендорфа. Ендрю Фрей детально описує свято і згадує: «Там був пиріг, такий великий, що його можна було спекти в будь-якій печі, а в пирозі були зроблені отвори відповідно до років віку людини, в кожний з яких була вставлена свічка, а одна - посередині».[8]
- Йоганн Вольфганг фон Гете, який провів 24–30 серпня 1801 року в Готі як гість принца Августа Саксен-Гота-Альтенбурзького, розповідає про свій 52-й день народження 28 серпня: «Коли настав час десерту, увійшла вся князівська ліврея у повних регаліях на чолі з мажордомом. Він ніс щедрий торт з різнокольоровими палаючими свічками - близько п'ятдесяти свічок - які почали танути і загрожували згоріти, замість того, щоб на торті було достатньо місця для свічок, що вказують на майбутні роки, як це буває на дитячих святах такого роду». Як зазначається в уривку, у той час існувала традиція ставити на торт одну свічку на кожен рік життя людини, щоб кількість свічок на торті представляла вік, якого досягла людина; іноді на торті на день народження додавали кілька свічок, «що вказують на майбутні роки».

Згадка про традицію задування свічок була задокументована у Швейцарії в 1881 році. Дослідники журналу Folk-Lore Journal записали різні «забобони» серед швейцарського середнього класу. В одному з повідомлень іменинний торт зображувався як такий, що має запалені свічки, які відповідають кожному року життя. Ці свічки повинні були бути задуті кожною людиною, яку святкують, окремо.

### Бактеріологія
У червні 2017 року дослідники з Університету Клемсона повідомили, що деякі люди відкладають велику кількість бактерій на глазур для торта, коли задувають свічки. Вони виявили, що в середньому цей акт збільшував кількість бактерій у 14 разів, але один із дослідників назвав це «невеликою проблемою для здоров’я». 

## За культурою
Існує багато різновидів солодощів, які їдять по всьому світу на дні народження. Різні культури мають свої унікальні традиції святкування тортів на день народження.

### Україна
В сучасній Україні традиційні святові короваї замінено тортами. 

### Китай
Китайська святкова випічка - це шу бао (спрощене китайське: 寿包; традиційне китайське: 壽包) або шу тао бао (спрощене китайське: 寿↪LoHan_6843包; традиційне китайське: 壽↪LoHan_6843包), булочка з начинкою з лотосової пасти, виготовлена з пшеничного борошна і за формою та кольором нагадує персик. Замість того, щоб подавати одну велику випічку, кожному гостю подають власну маленьку шу бао.

### Білорусь та Литва
У білорусі іменинникам подають фруктові пироги з вирізаним на скоринці привітанням з днем народження. Також у Білорусі та Литві замість іменинного торта підлітки отримують пиріг із солодким іменинним привітанням, прикрашеним зверху глазур'ю.

### Швеція
Шведський іменинний торт готується як фунтовий кекс, який часто посипають марципаном і прикрашають національним прапором. Голландська іменинна випічка – це фруктові тарти, зверху яких збиті вершки.

### Англія
Традиційно англійський святковий торт наповнюють артефактами, які символізують важливість і удачу під час випікання торта. Наприклад, додавання монети у випічку торта може означати фінансовий успіх для іменинника. Різні артефакти всередині торта можна використовувати, щоб символізувати побажання іменинниці чи хлопчика.

### Єгипет
Святкування дня народження в Єгипті складається з двох різних святкових тортів для іменинника або іменинниці. Часто лише на одному торті є набір святкових свічок, тоді як інший залишається недоторканим. Хоча два святкові торти є важливими в єгипетській культурі, на днях народження можна побачити й інші солодкі частування, наприклад, торти, відомі як «гетто».

### Ізраїль
В Ізраїлі люди святкують свої дні народження зі свічками на святкових тортах, кількість яких відповідає кількості років, коли народився іменинник. Також до святкового торта додають додаткову свічку, яка символізує свічку наступного року.

### США
У Сполучених Штатах запалювання іменинної свічки відповідно до віку іменинника запозичене в Німеччині. Крім того, в американській культурі святкування днів народження стало традицією співати пісні з днем народження, коли запалюють свічки. У ХХ столітті в американській культурі з'явилася тенденція, згідно з якою бажання іменинника може бути виконане лише в тому випадку, якщо він задує свічку на одному видиху.

## Галерея

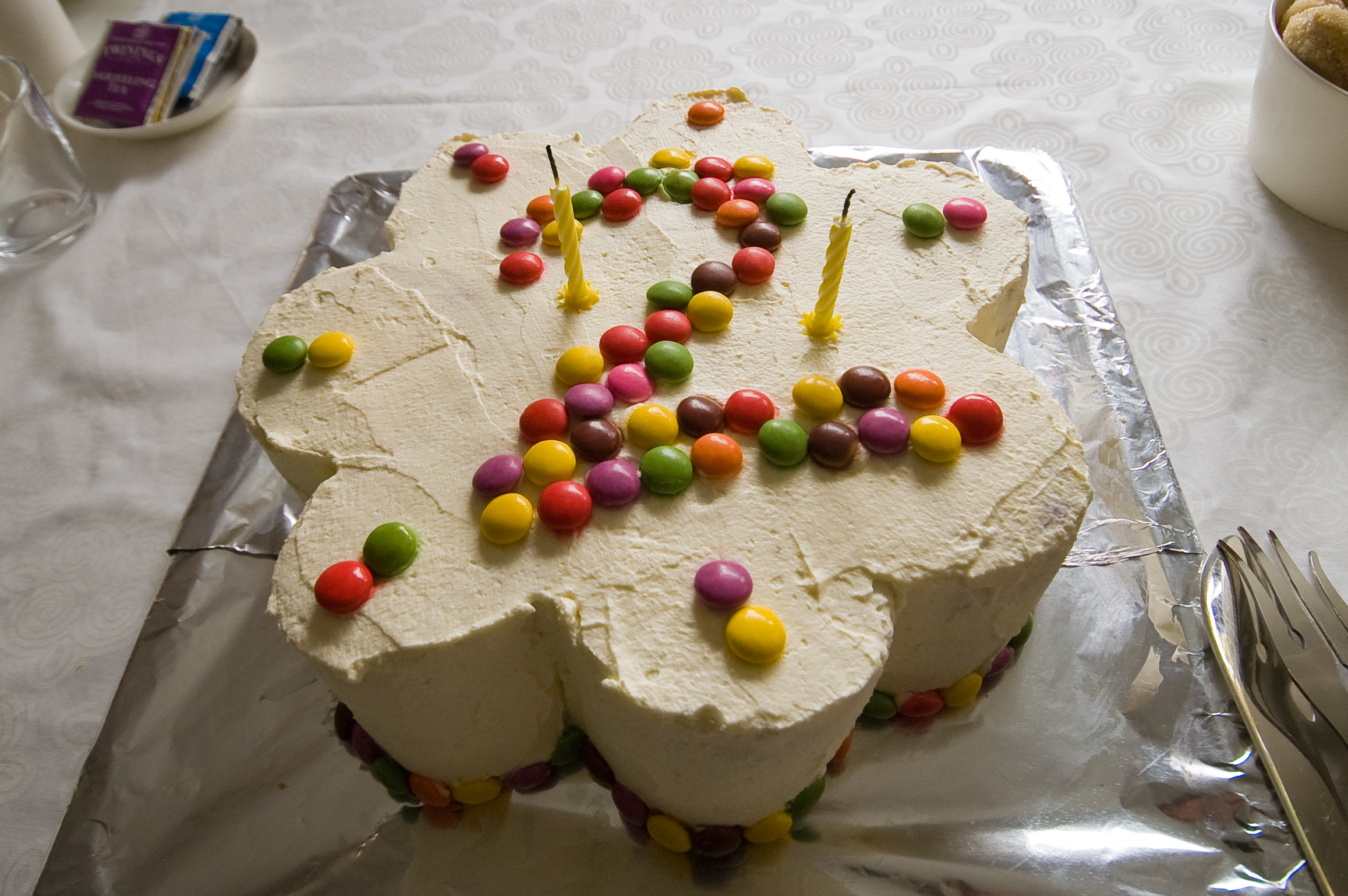
Торт на другий день народження
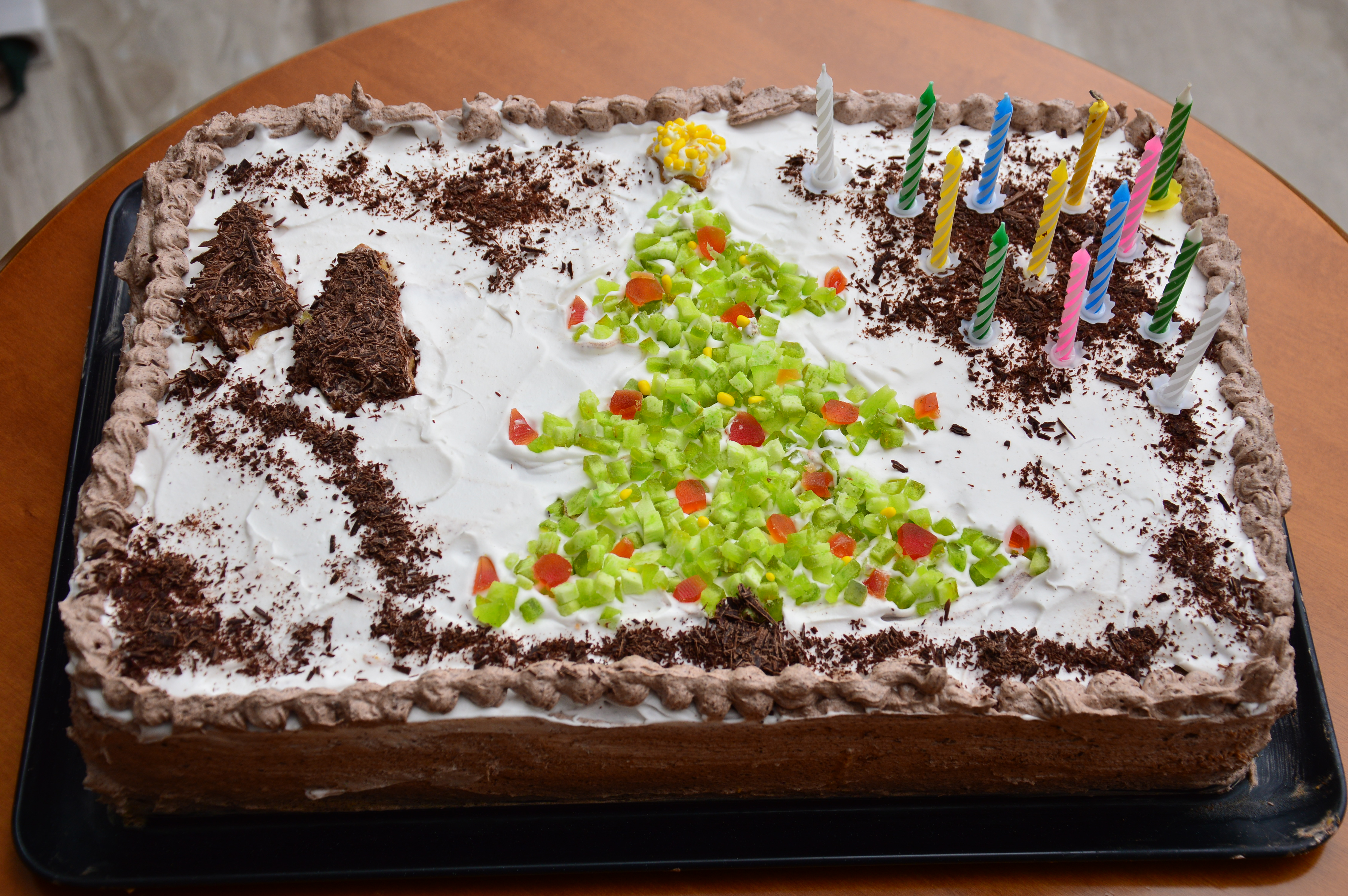
Різдвяний торт на день народження ялинки
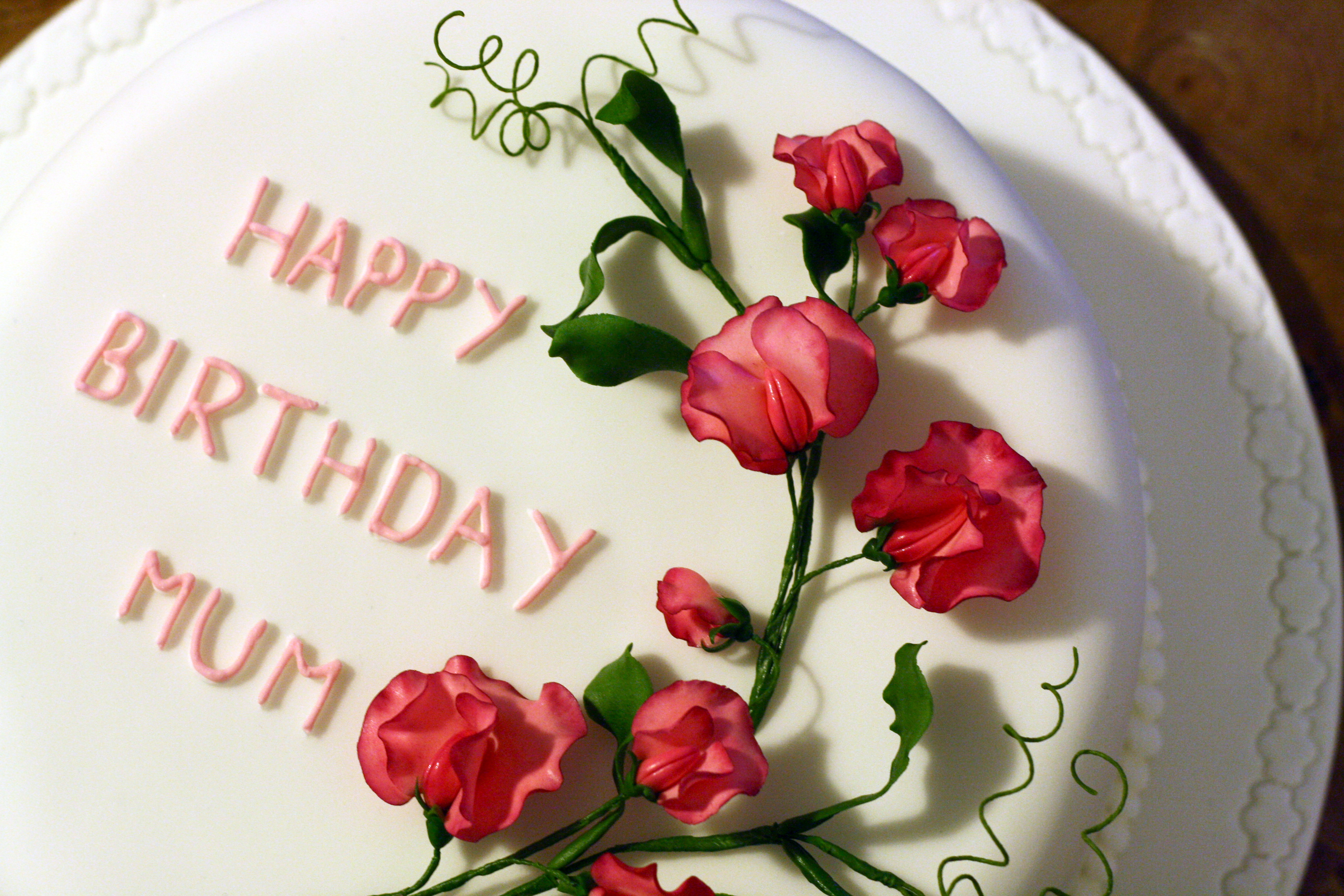
Торт на день народження з письмовим привітанням
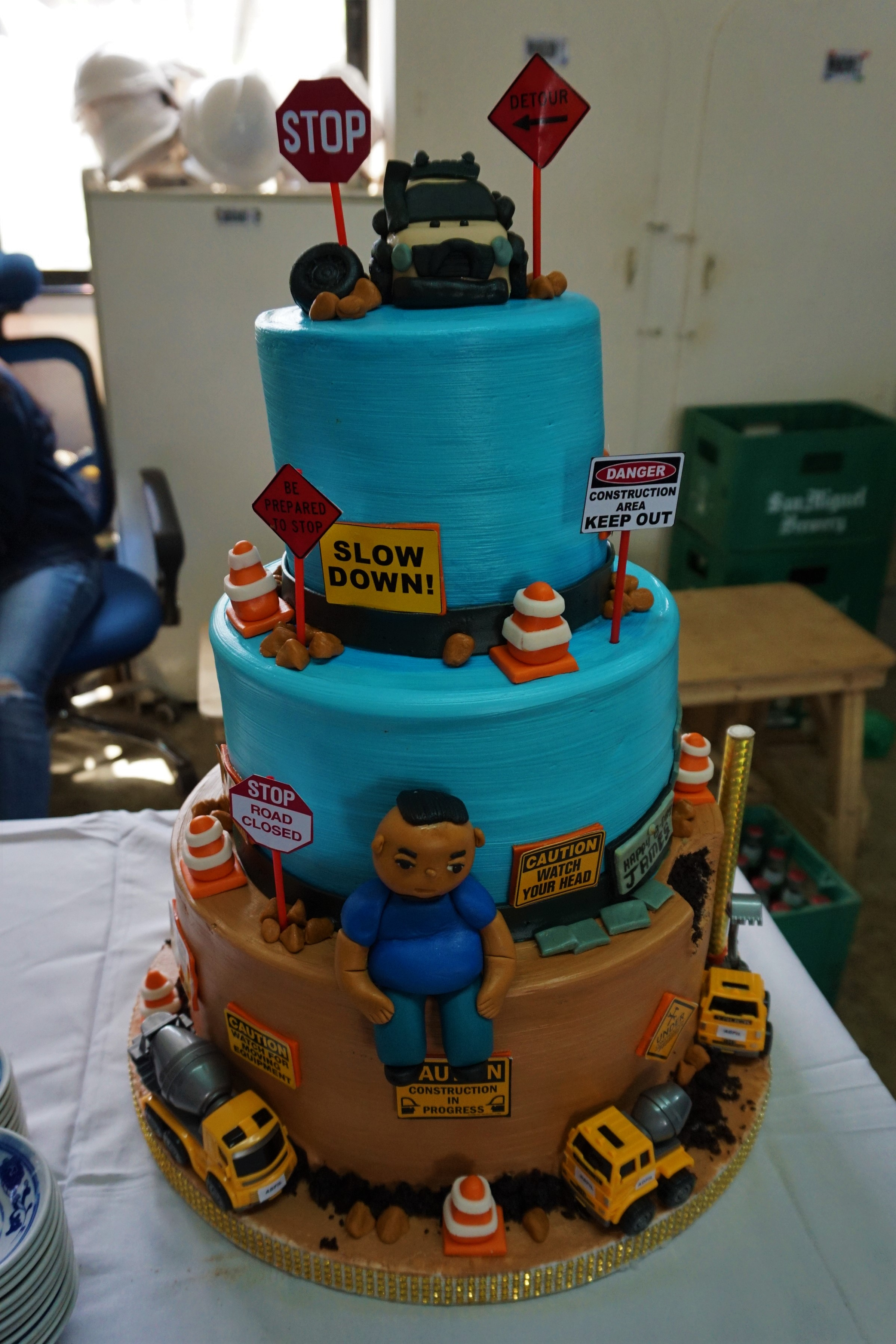
Торт на день народження на тему будівельника
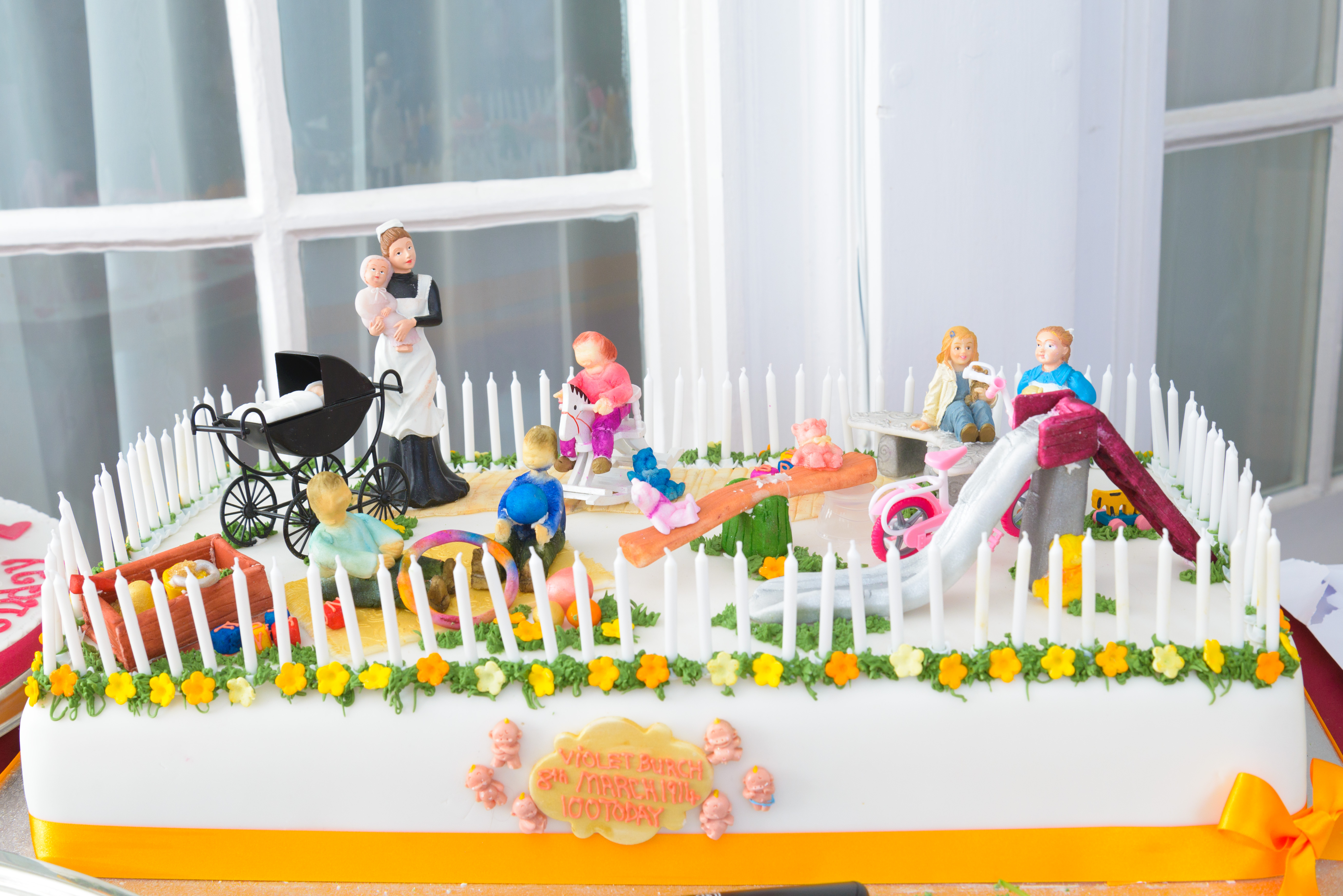
Торт на 100-річчя зі 100 свічками
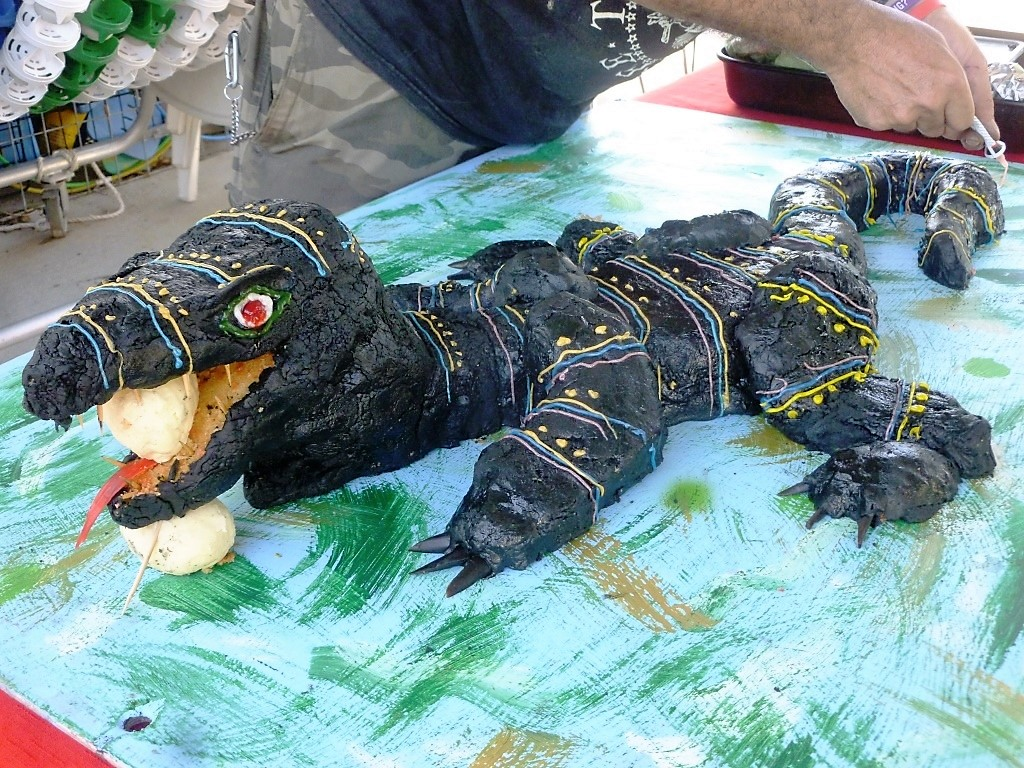
Торт на день народження у формі варана
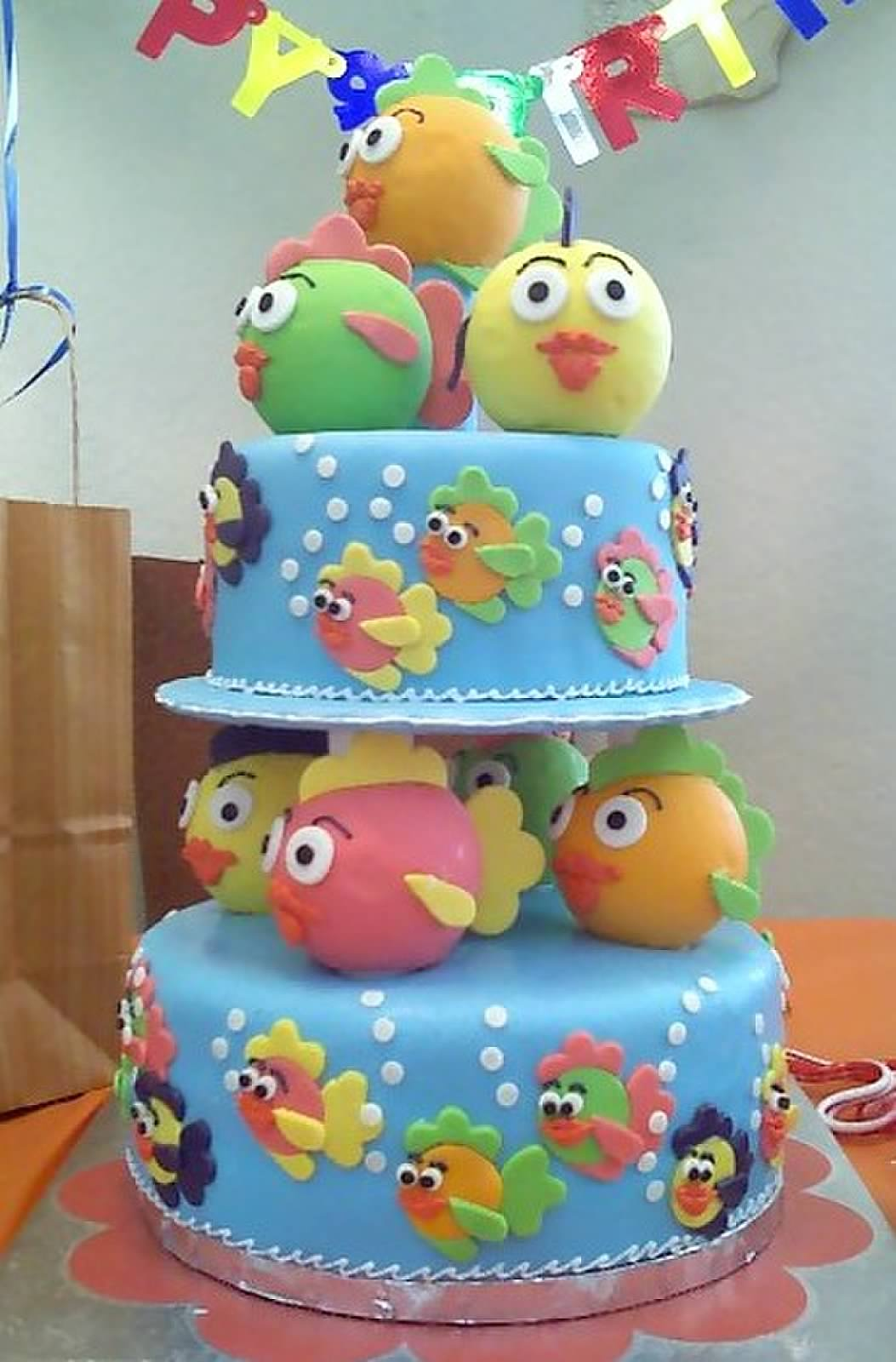
Вишукано багатошаровий торт на день народження
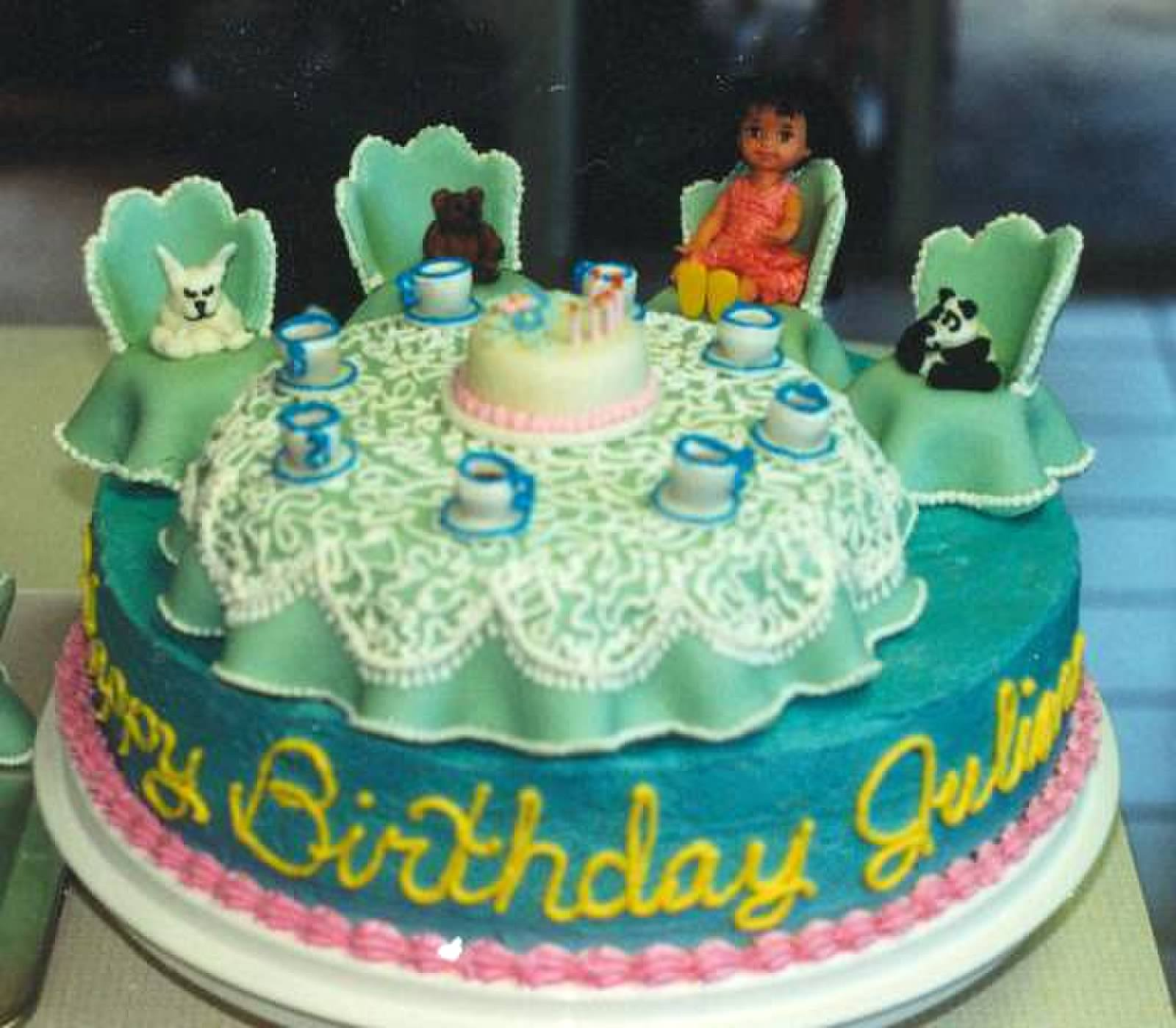
Торт на день народження, прикрашений діорамою вечіркою
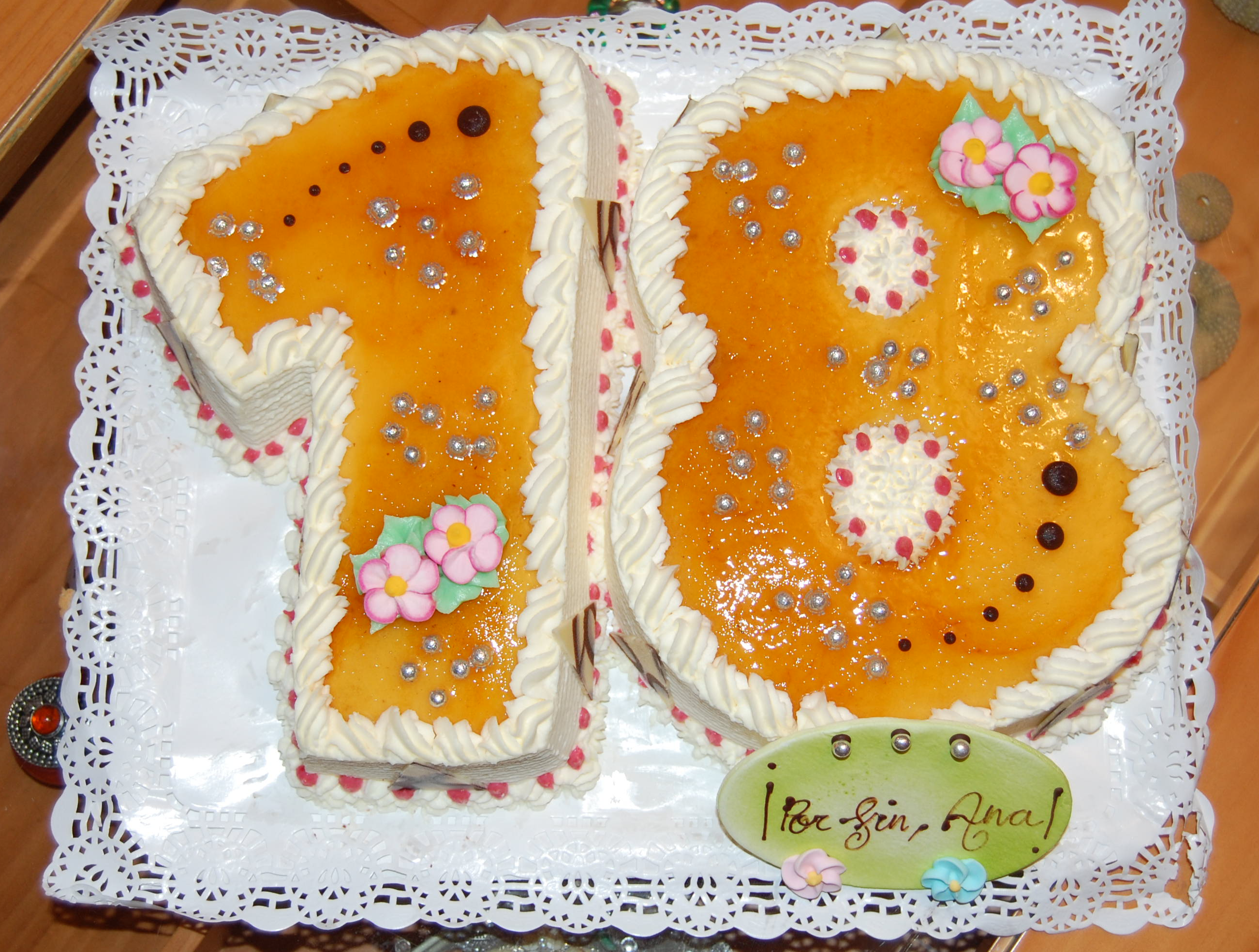
Торт на 18-й день народження
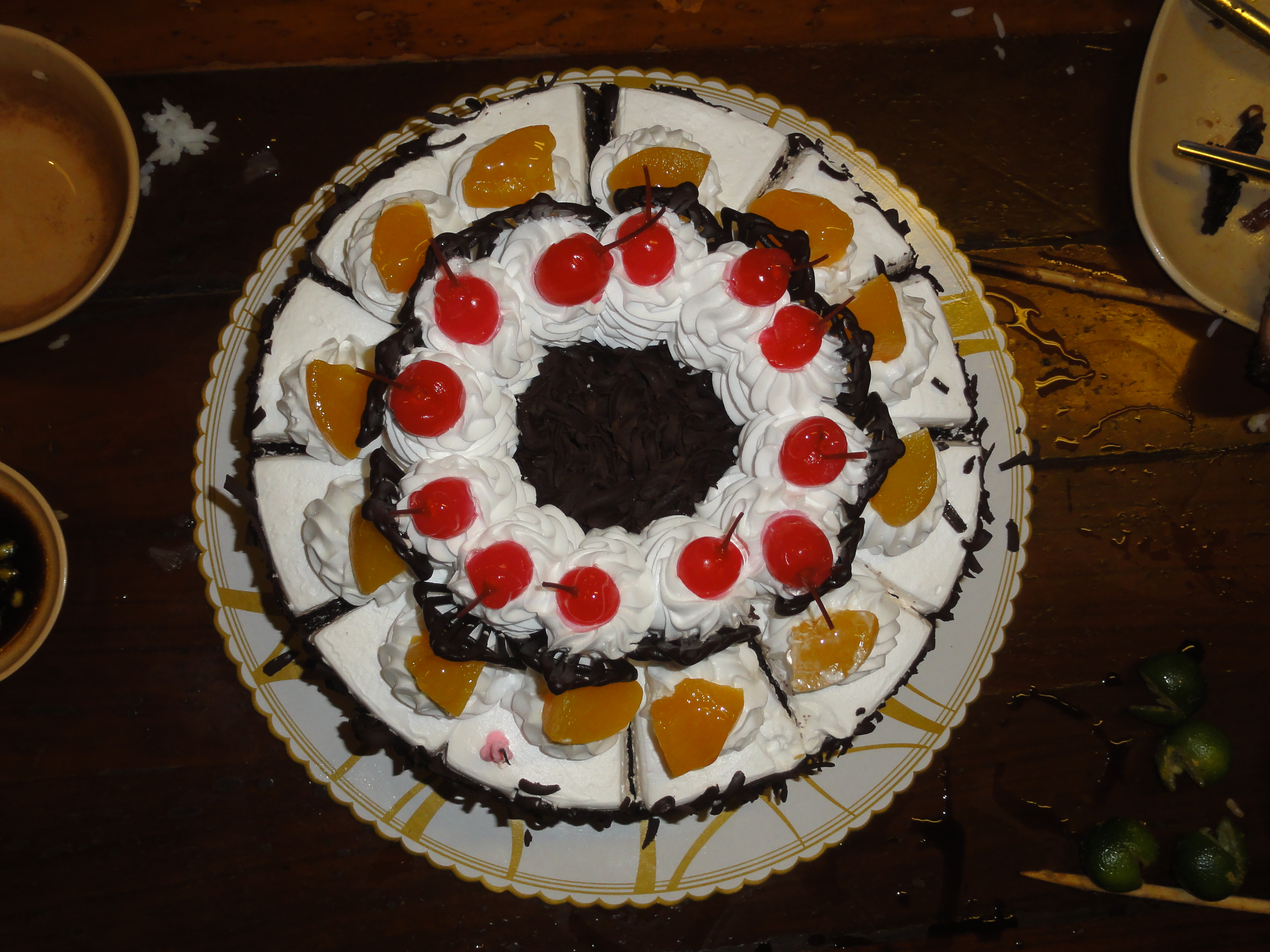
Шоколадний торт на день народження з різноманітними фруктами
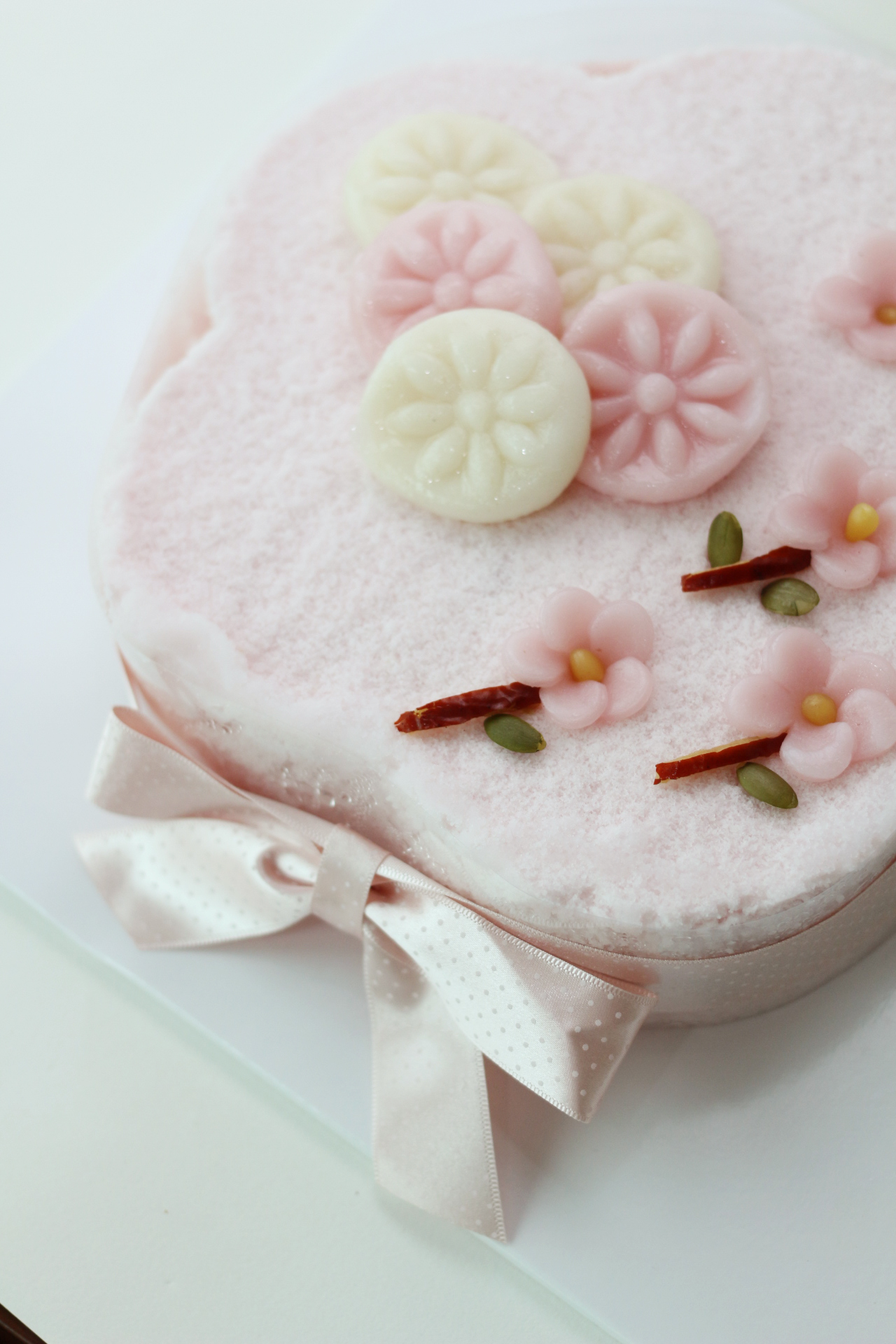
Ттеок
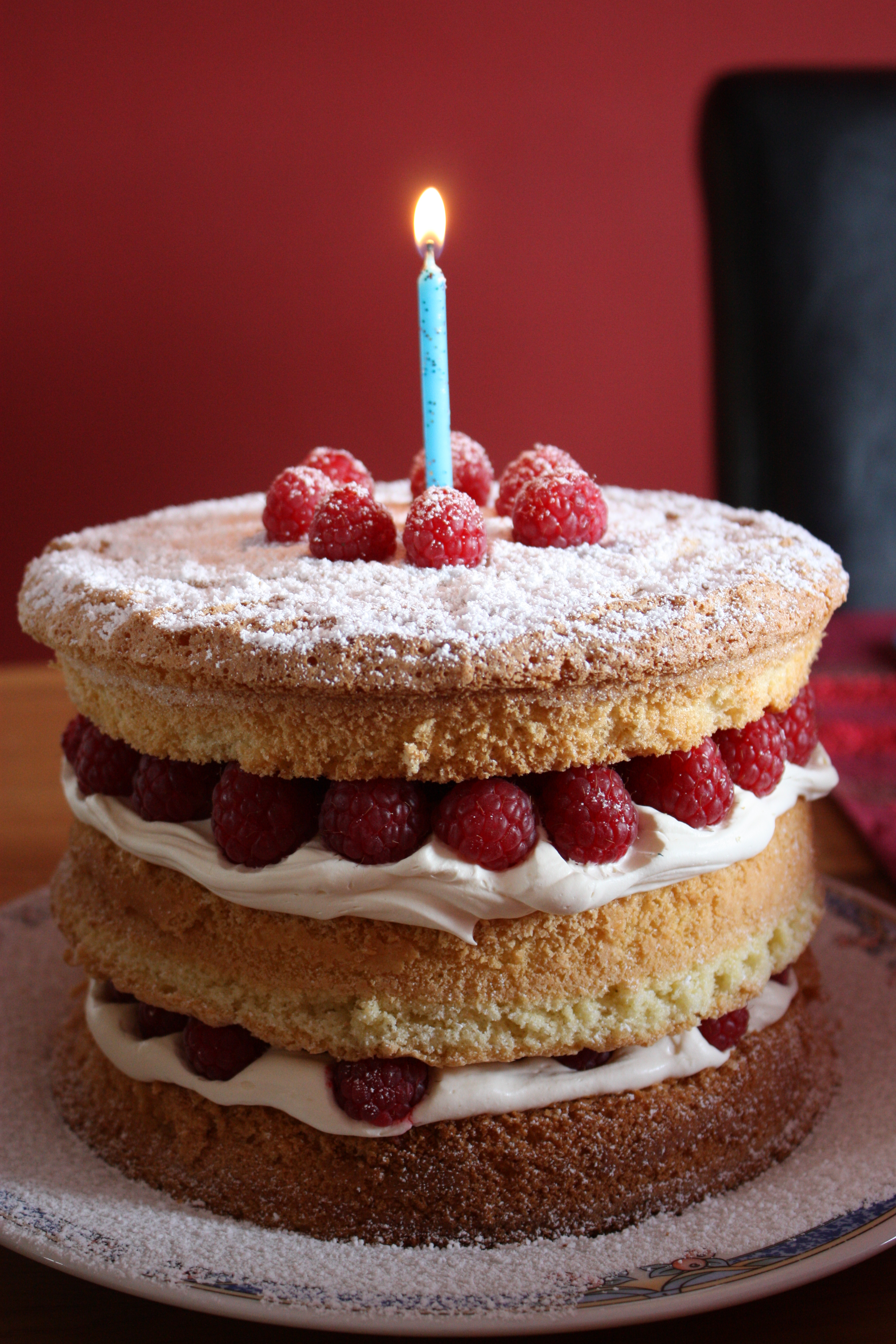
Вершковий малиновий торт на день народження
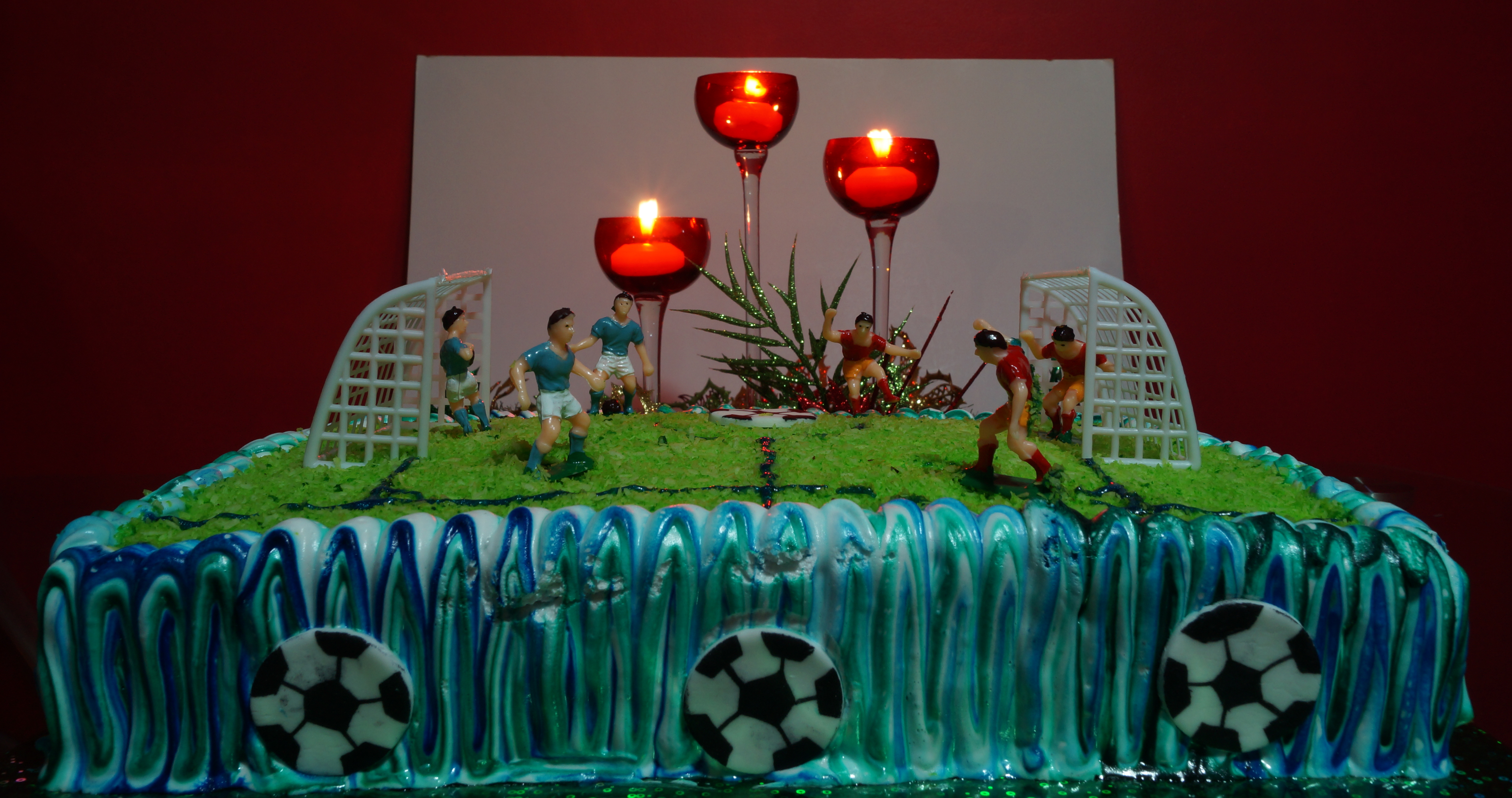
Торт на день народження на  футбольну тематику
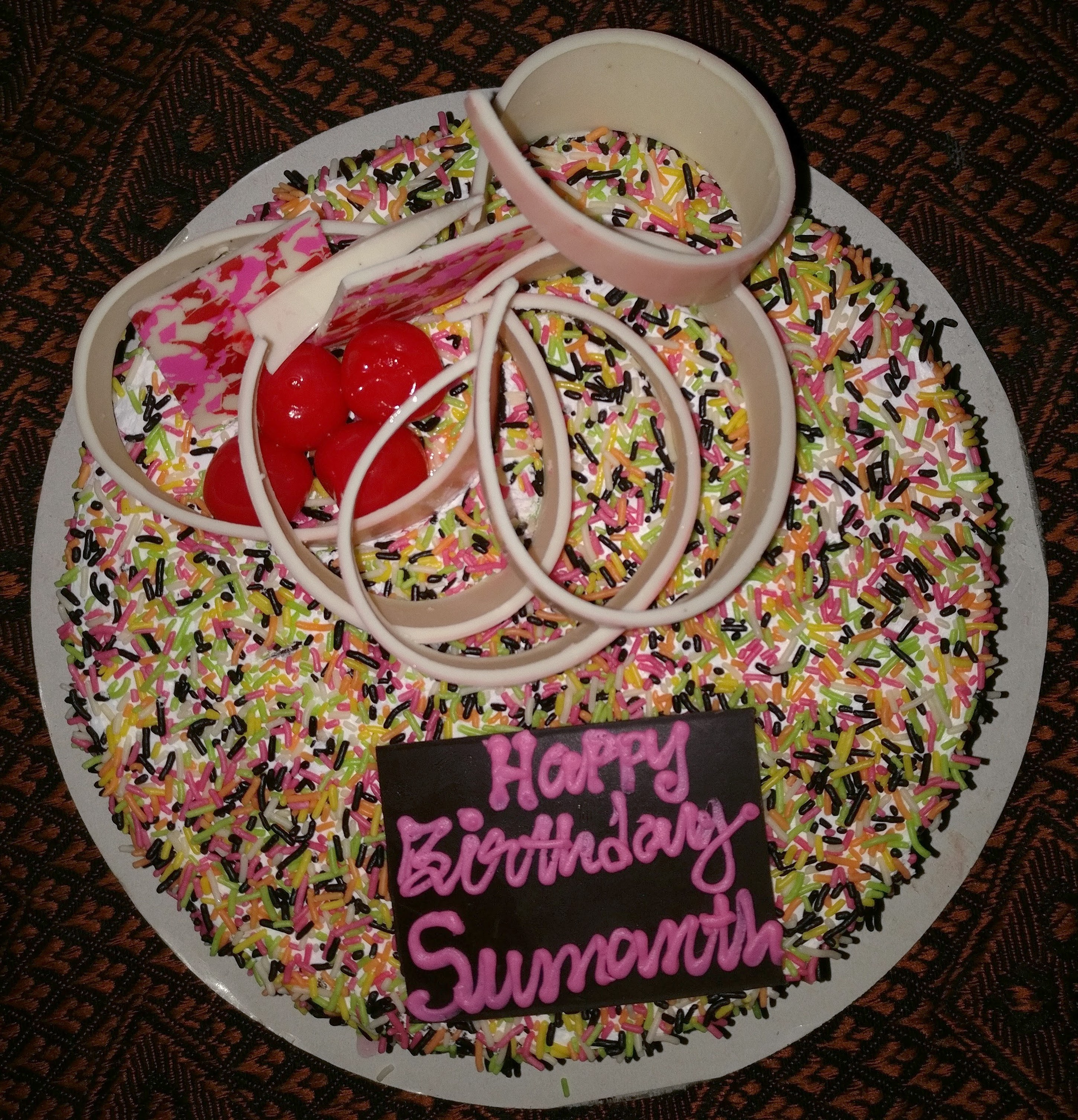
Домашній торт на день народження
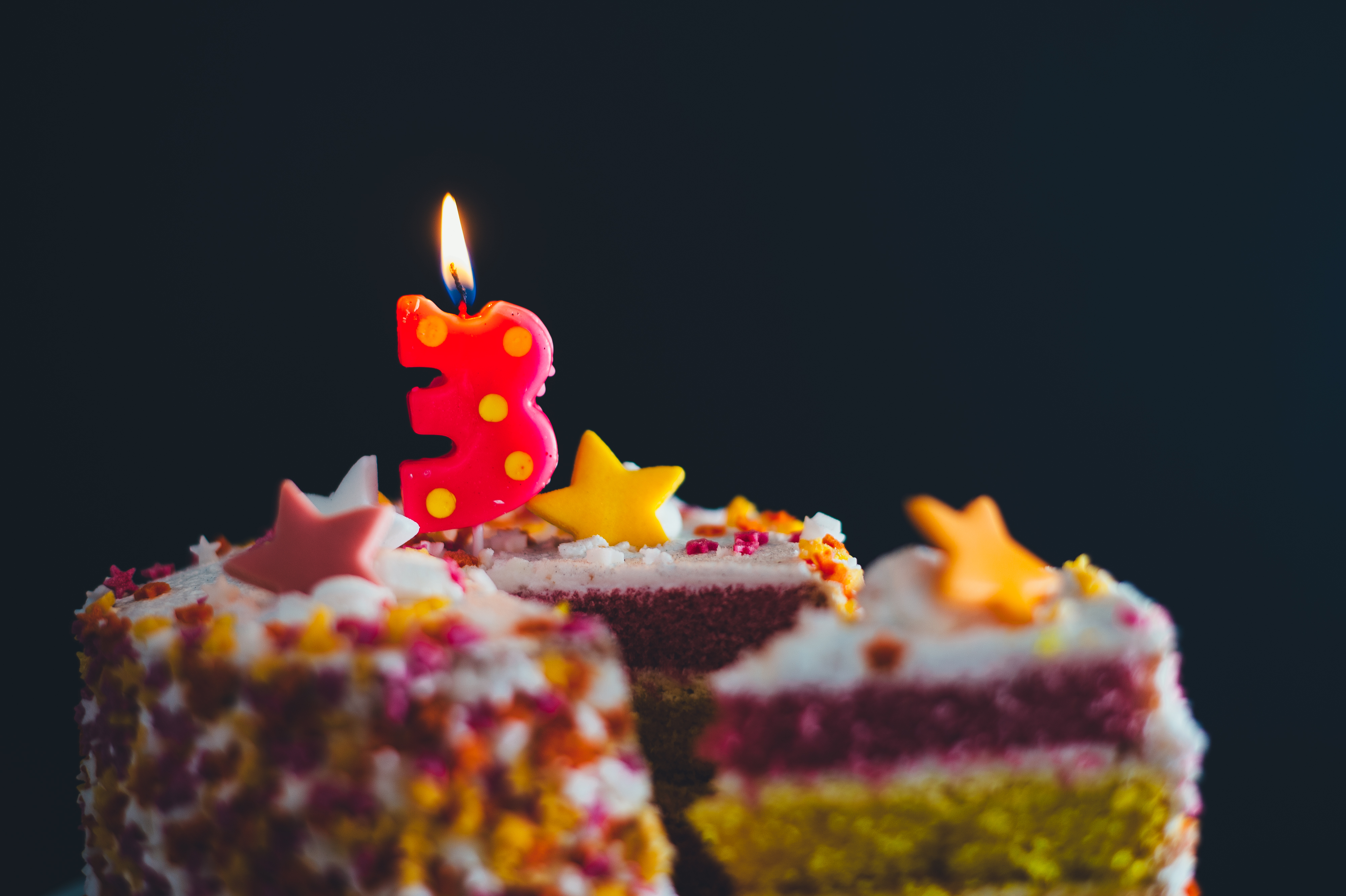
Торт на день народження зі свічкою у формі літери «3»
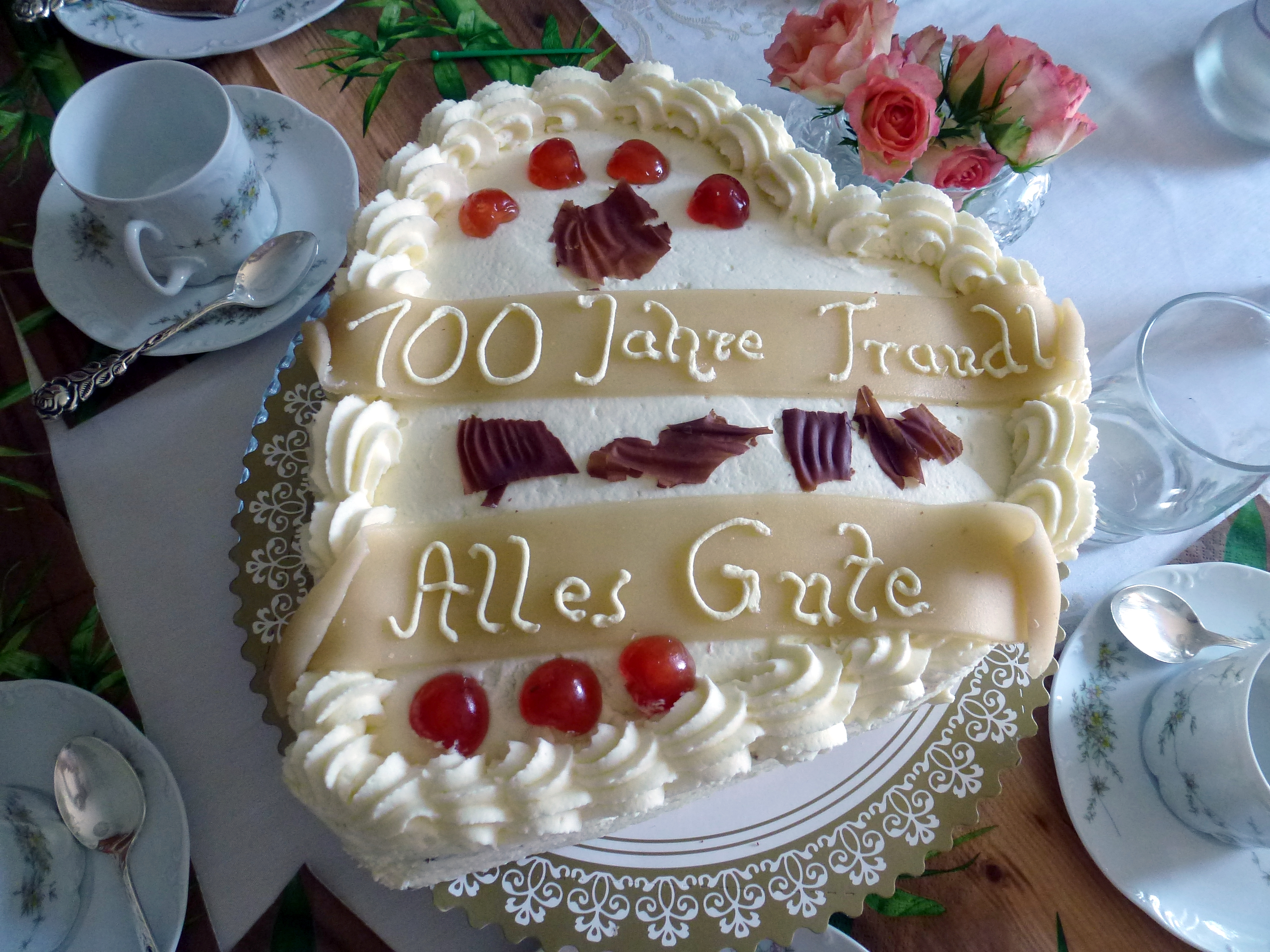
Німецький торт на 100-річчя
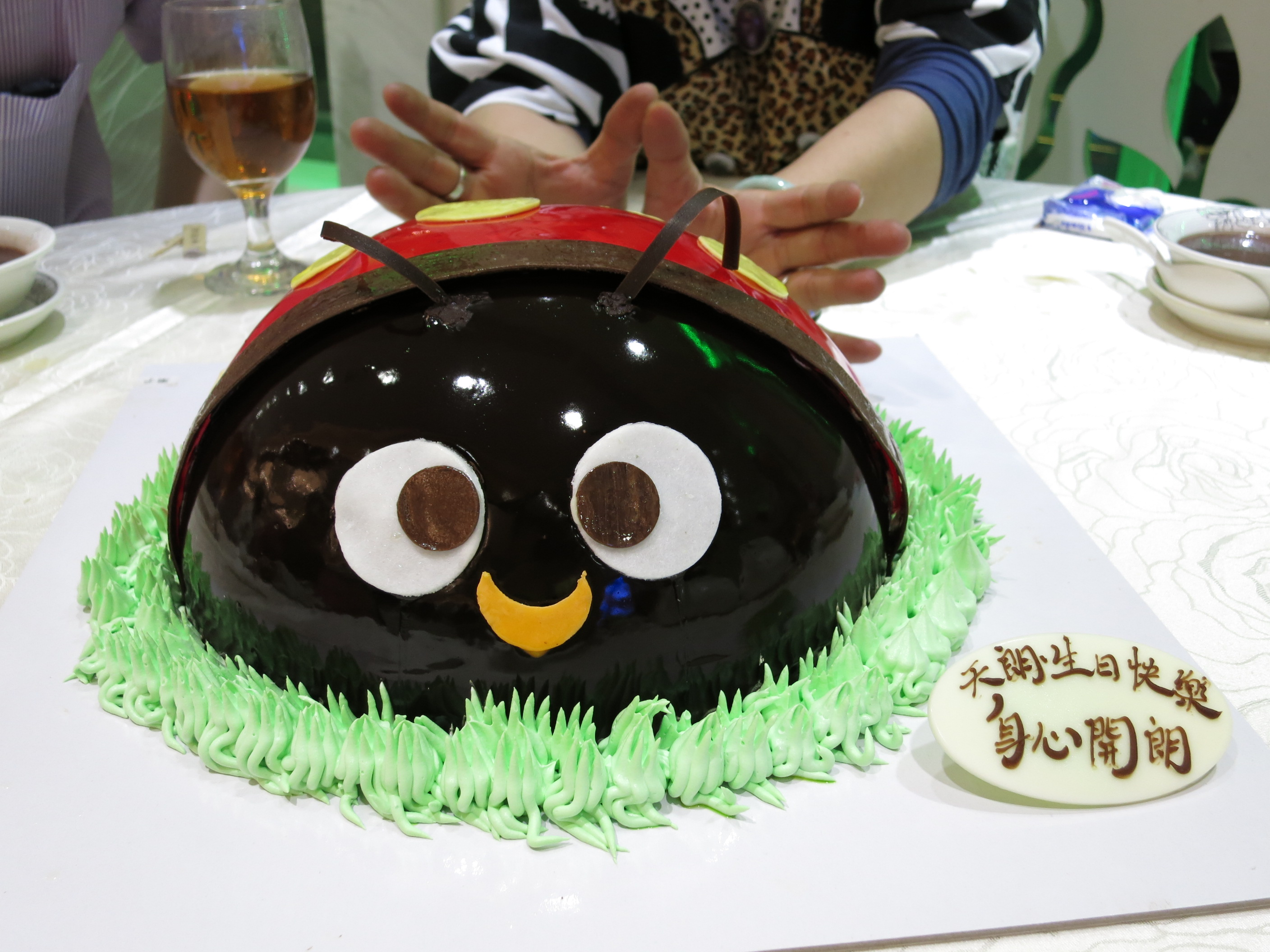
Торт на день народження у формі сонечка
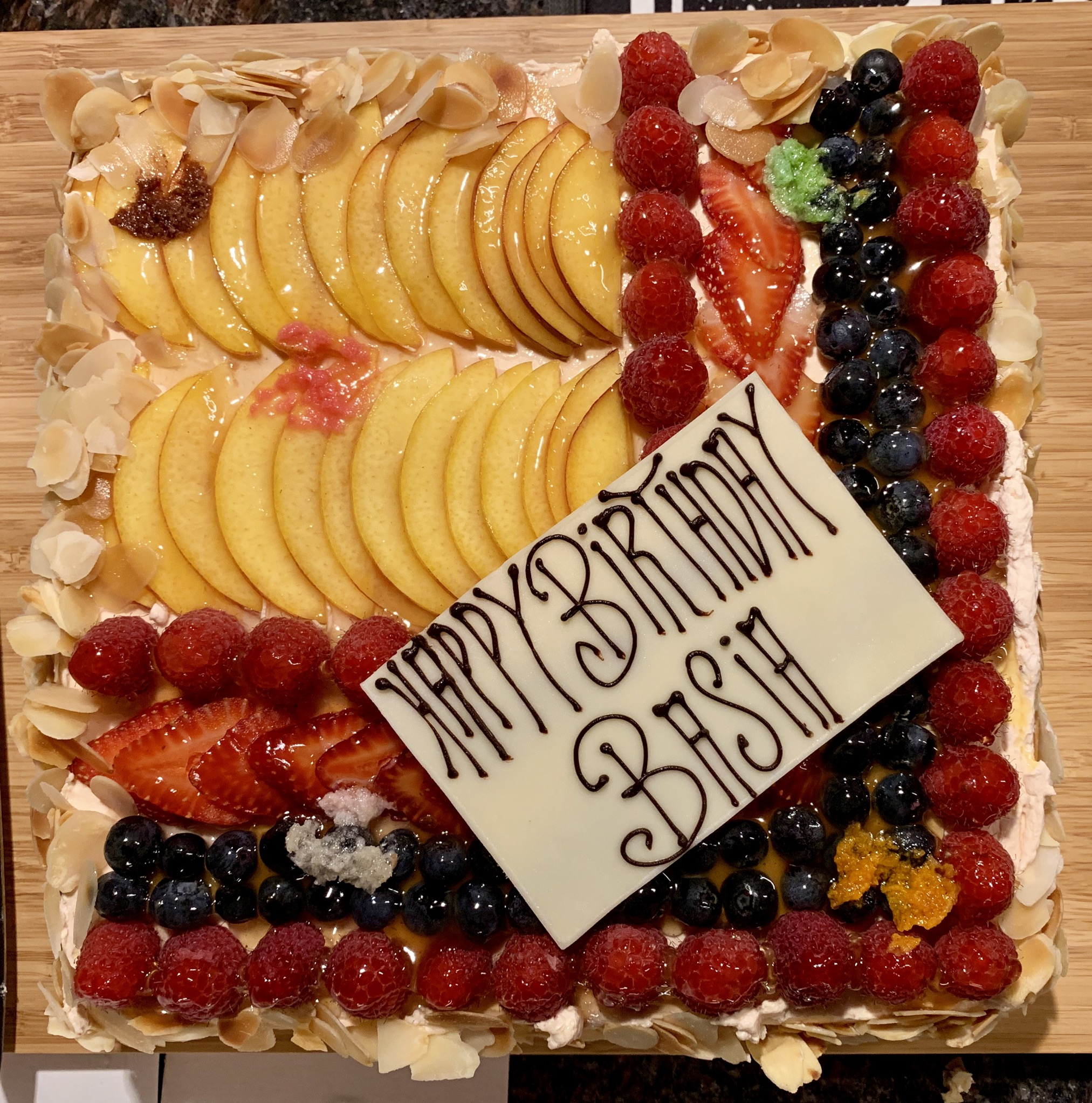
Торт на день народження з мішаними фруктами
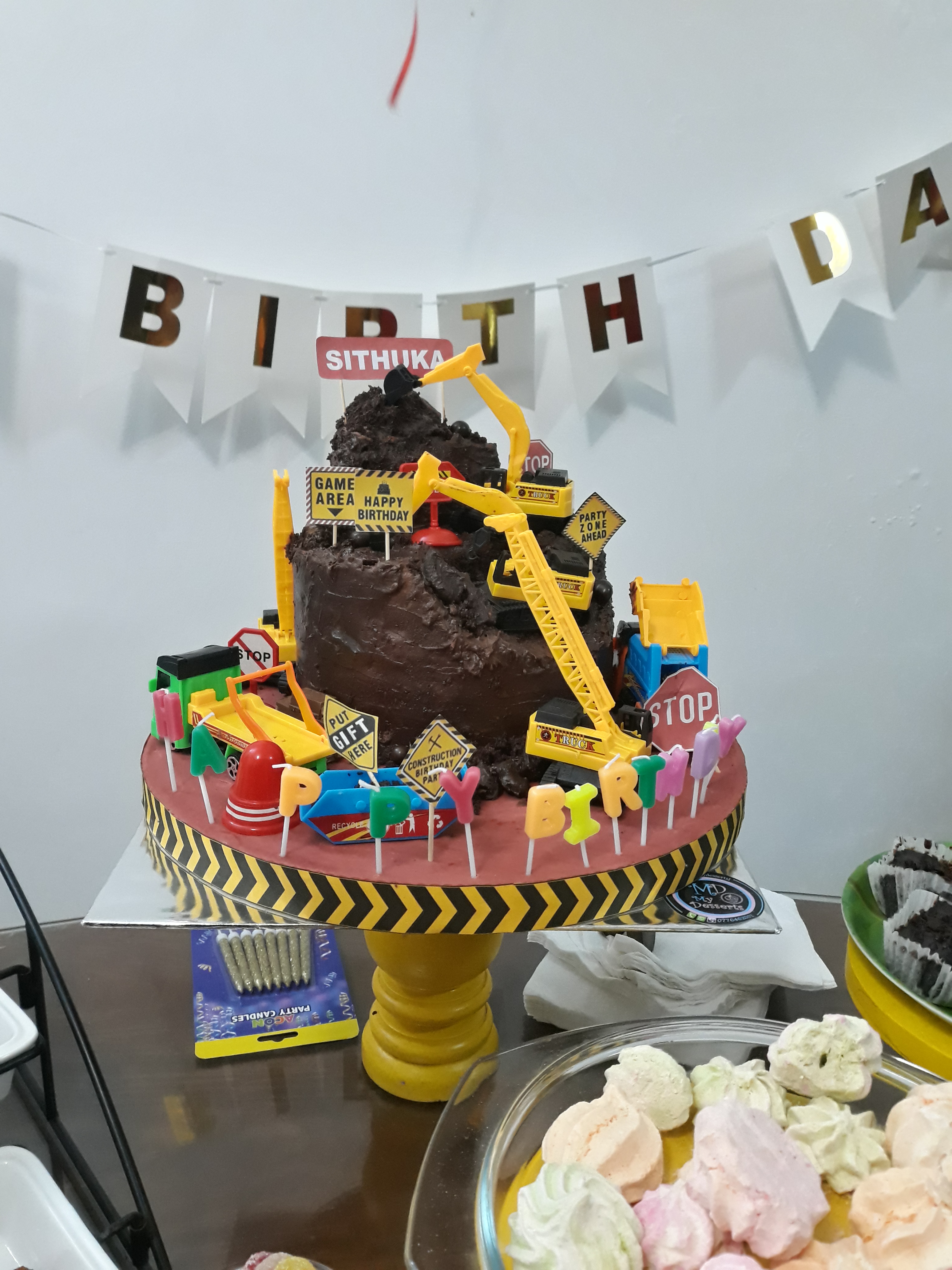
Торт на день народження для будівельника
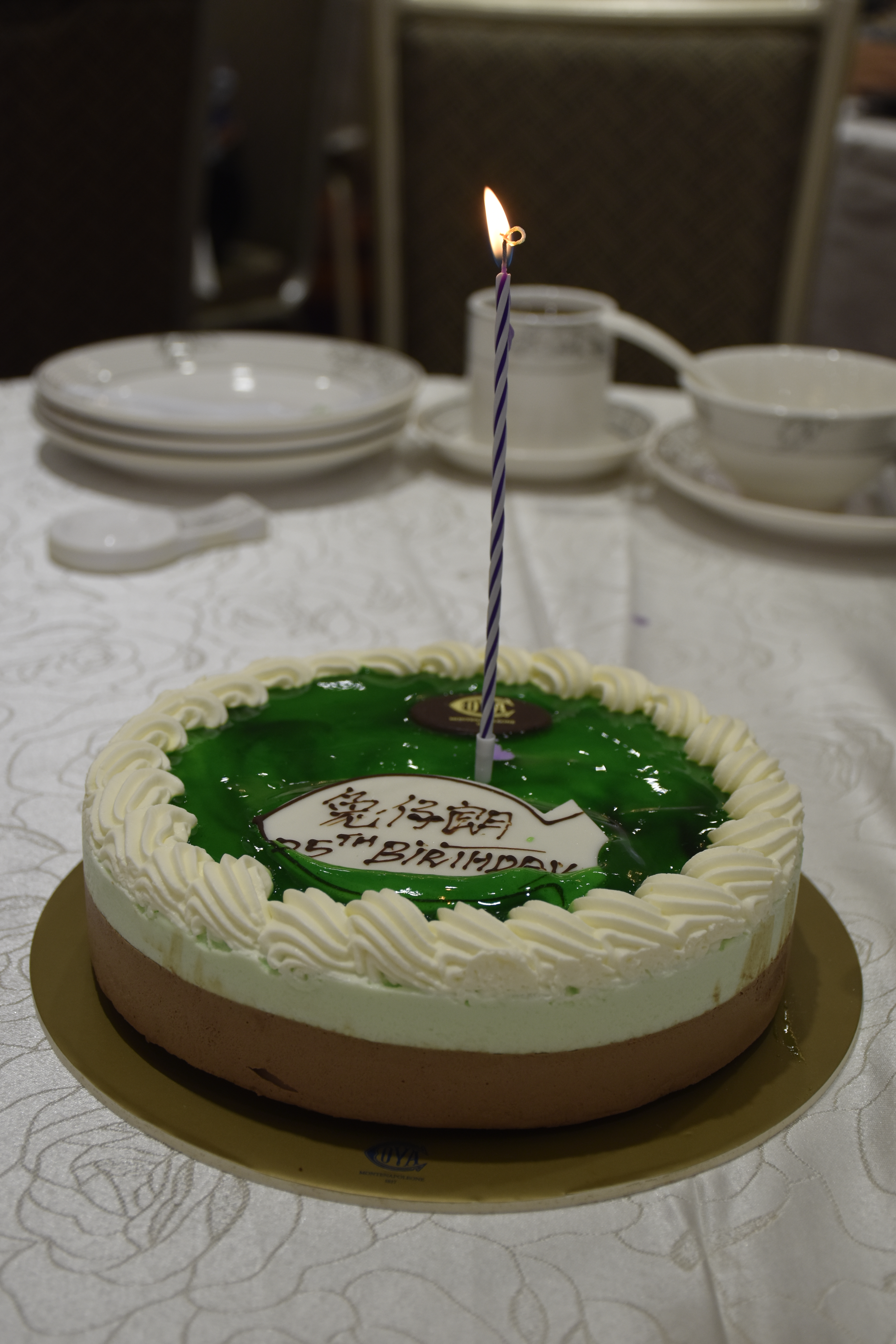
М'ятний мусовий торт на 25-річчя
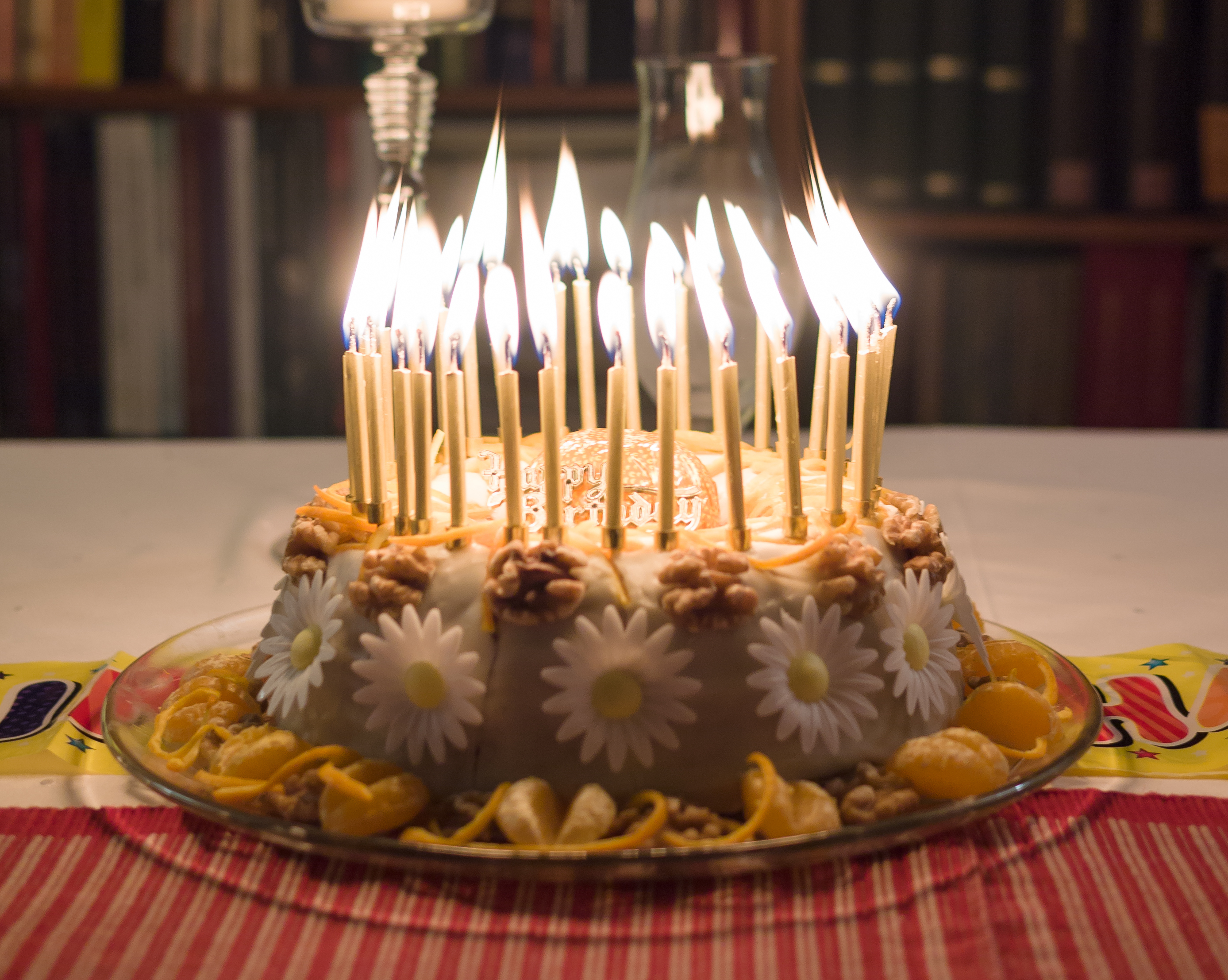
Торт на день народження із запаленими свічками
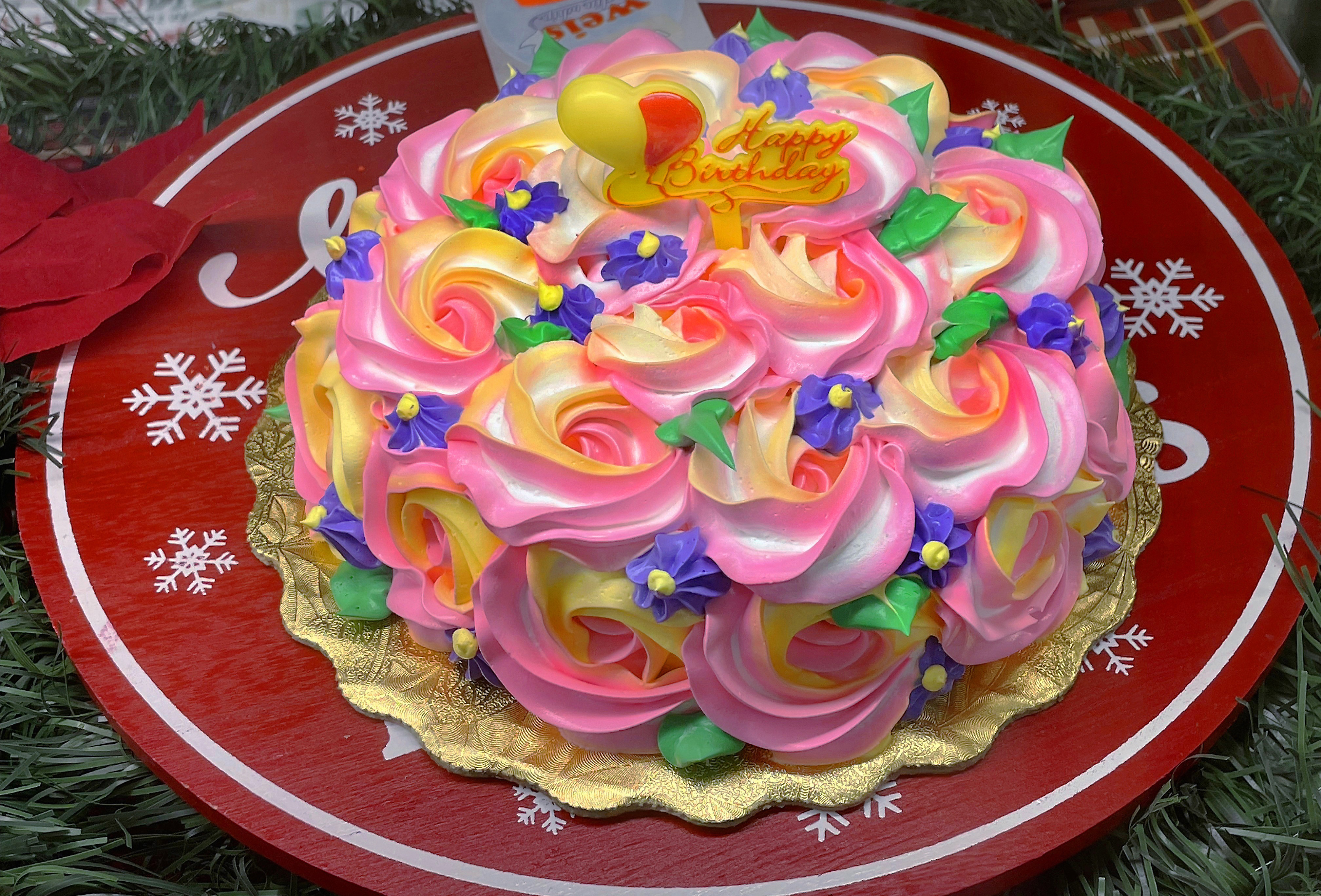
Різнокольоровий торт на день народження